# Kristi Noemová
Kristi Lynn Noemová (nepřechýleně Noem, rozená Arnold; * 30. listopadu 1971 Watertown) je americká republikánská politička. Od ledna 2025 ministryně vnitřní bezpečnosti Spojených států amerických ve druhé vládě Donalda Trumpa. Dohlíží na protiimigrační agendu.  
V letech 2019–2025 zastávala funkci 33. guvernérky Jižní Dakoty, na funkci rezignovala poté co se stala ministryní vnitřní bezpečnosti. V letech 2011–2019 byla zastupitelkou Spojených států amerických v kongresovém obvodu Jižní Dakota a v letech 2007–2011 členkou Sněmovny reprezentantů Jižní Dakoty za 6. obvod. 
Noemová se stala první ženou v čele Jižní Dakoty, když byla v roce 2018 zvolena guvernérkou. V těhto volbách ji podpořil prezident Donald Trump. Jako guvernérka se Noemová dostala do celostátního povědomí během pandemie covidu-19 kvůli tomu, že odmítla vydat celostátní nařízení o nošení roušek a místo toho prosazovala dobrovolná opatření. V Jižní Dakotě došlo k drastickému nárůstu případů covidu-19 po motorkářském sjezdu Sturgis Motorcycle Rally 2020, kterého se Noemová zúčastnila.
Noemová je farmářka a rančerka. V roce 2022 vydala svou první autobiografii s názvem Not My First Rodeo: Lessons from the Heartland. V roce 2024 vydala druhou knihu No Going Back, která rozpoutala kontroverzi kvůli popisu zabití mladého rodinného psa.
Dne 9. července 2025 navrhla podstatné změny v náplni Federální agentury pro krizové řízení.

## Životopis
Narodila se do rodiny Rona a Corinne Arnoldových. V roce 1992 se vdala za Bryona Noema, s kterým má tři děti. Po absolvování střední školy se zapsala ke studiu na jihodakotskou Severní státní univerzitu, ale po smrti svého otce, který zemřel při zemědělské nehodě, prezenční studium přerušila a vrátila se pomoci s rodinným hospodářstvím. Studium politologie dokončila dálkově ziskem bakalářského titulu v roce 2012 až coby poslankyně, přičemž na závěr studia vykazovala výkon svého mandátu jako studijní praxi.
Poslanecký mandát získala ve volbách v roce 2010, když porazila obhajující demokratickou kandidátku Stephanie Herseth Sandlinovou v poměru 48 % ku 46 %. V roce 2012 obhájila proti Matthewovi Varilekovi 57 % ku 43 %, v roce 2014 proti Corinně Robinsonové 67 % ku 33 % a v roce 2016 proti Paule Hawksové v poměru 64 % ku 36 %.